# Comté d'Anderson (Tennessee)
Pour les articles homonymes, voir Comté d'Anderson et Anderson.
Le comté d'Anderson est un comté de l'État américain du Tennessee. Sa population était de 71 330 habitants en 2000, puis de 77 123 habitants au recensement de 2020. Son siège est Clinton.
Le comté fait partie de la région métropolitaine de Knoxville.

## Géographie
Selon le bureau du recensement des États-Unis, le comté a une surface de 893 km2 dont 874 km2 de terre et 19 km2 (2,13 %) d'eau.

### Géolocalisation
| Comté de Scott  | Comté de Campbell | Comté d'Union |
| Comté de Morgan | Comté d'Anderson  |               |
| Comté de Roane  |                   | Comté de Knox |

## Histoire

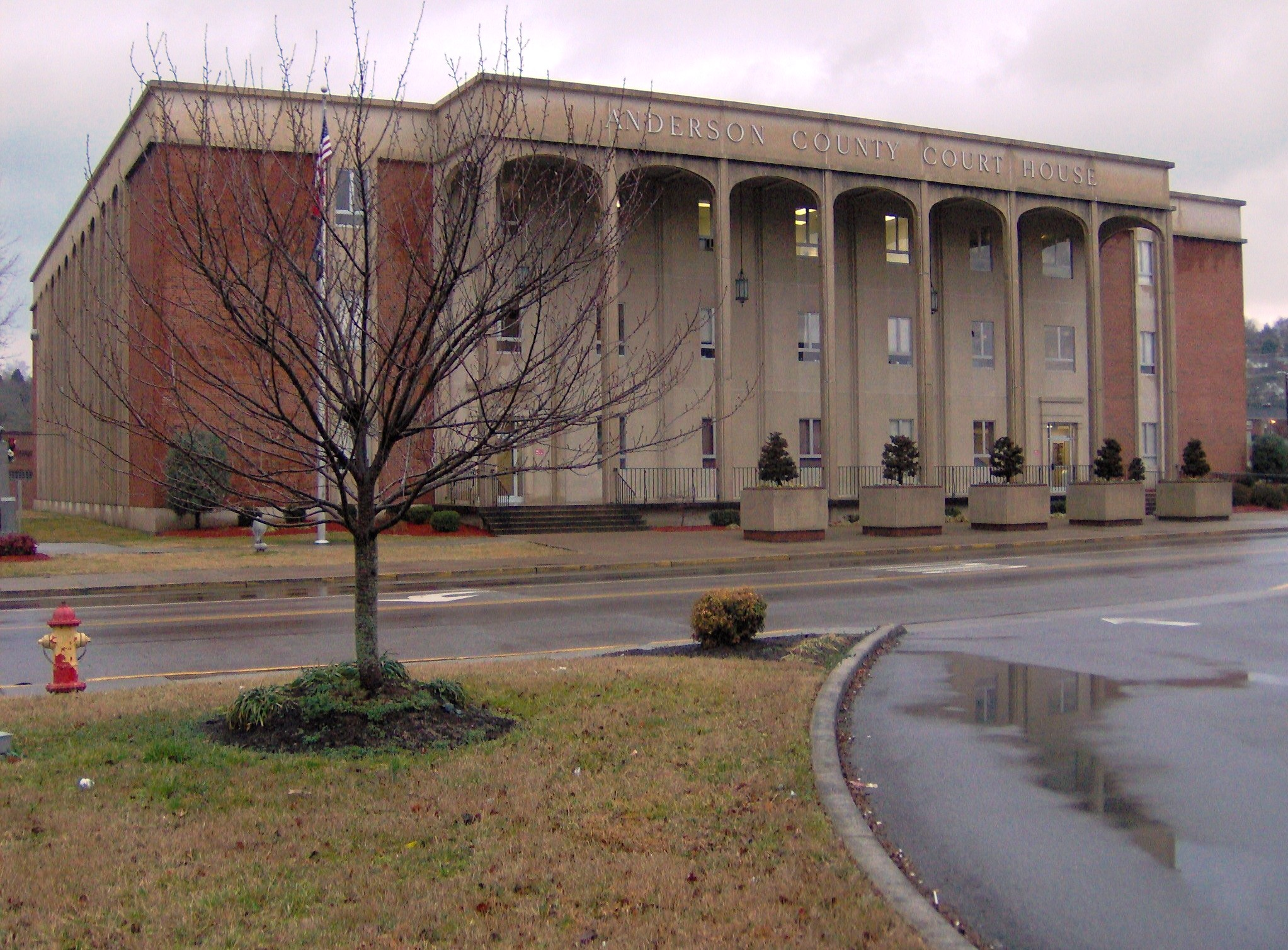
Palais de justice à Clinton.

Le territoire du comté, en vertu du traité de Holston de 1791, faisait originellement partie des terres réservées aux Cherokees. Mais cette clause fut peu respectée en raison de l'augmentation du nombre de colons traversant les Appalaches pour venir s'installer dans le Tennessee. Les tensions qui en résultèrent ne s'apaisèrent qu'après 1798 lorsqu'à l'occasion du traité de Tellico (en) les Amérindiens renoncèrent à des terres.
En 1801, le comté fut constitué à partir de portions des comtés de Knox et de Grainger. Il doit son nom à Joseph Anderson, sénateur du Tennessee.
La construction de 1933 à 1936 du barrage Norris conduisit au relogement d'environ 2 900 familles et la création de la ville de Norris pour loger les travailleurs du barrage. En 1941, les besoins du projet Manhattan conduisirent à la création de la ville de Oak Ridge où est situé le laboratoire national d'Oak Ridge.

## Démographie
Au recensement de 2000, on dénombrait dans le comté 71 330 habitants (soit une densité de 37 hab/km2), 29 780 ménagers et 20 518 familles. Selon la définition des races utilisées par le recensement des États-Unis, le comté comprend 93,36 % de blancs, 3,88 % d'Afro-Américains, 0,32 % d'Amérindiens, 0;83 % d'Asio-Américains, 0,39 % d'autres races et 1,22 % se déclarant appartenir à deux races où plus.
53,80 % des ménages sont constitués de couples mariés, 11,5 % sont constitués de femmes célibataires et 31,10 % ne constituent pas une unité familiale. Si 27,70 % des ménages comprennent une personne seule, 29,60 % comprennent au moins un enfant de moins de 18 ans.
On compte 23,2 % de personnes de moins de 18 ans, 7,5 % de 18 à 24 ans, 27,3 % de 25 à 44 ans, 25,5 % de 45 à 64 ans et 16,6 % de plus de 65 ans.
L'âge médian est de 40 ans et le revenu médian des ménages est de 35 483 $. On dénombre sous le seuil de pauvreté 10,2 % des familles et 13,1 % de la population.

## Villes et cités
- Andersonville
- Briceville
- Claxton
- Clinton
- Devonia
- Fork Mountain
- Fraterville
- Lake City
- Marlow
- Norris
- Oak Ridge
- Oliver Springs